# Volante Rossa "Martiri Partigiani"
La Volante Rossa - Brigate Garibaldi - "Martiri Partigiani", più nota come Volante Rossa, fu un'organizzazione antifascista a carattere paramilitare attiva a Milano e dintorni nell'immediato secondo dopoguerra, dal maggio 1945 al febbraio 1949. Comandata dal "tenente Alvaro", nome di battaglia di Giulio Paggio, era composta da partigiani comunisti e operai che, con le loro azioni, volevano dare continuità all'operato della Resistenza italiana.  L'organizzazione paramilitare fu accusata nel 1951 di tre omicidi aggravati, due tentati omicidi, violenza privata, invasione di fabbriche, detenzione di armi e violazione di domicilio.

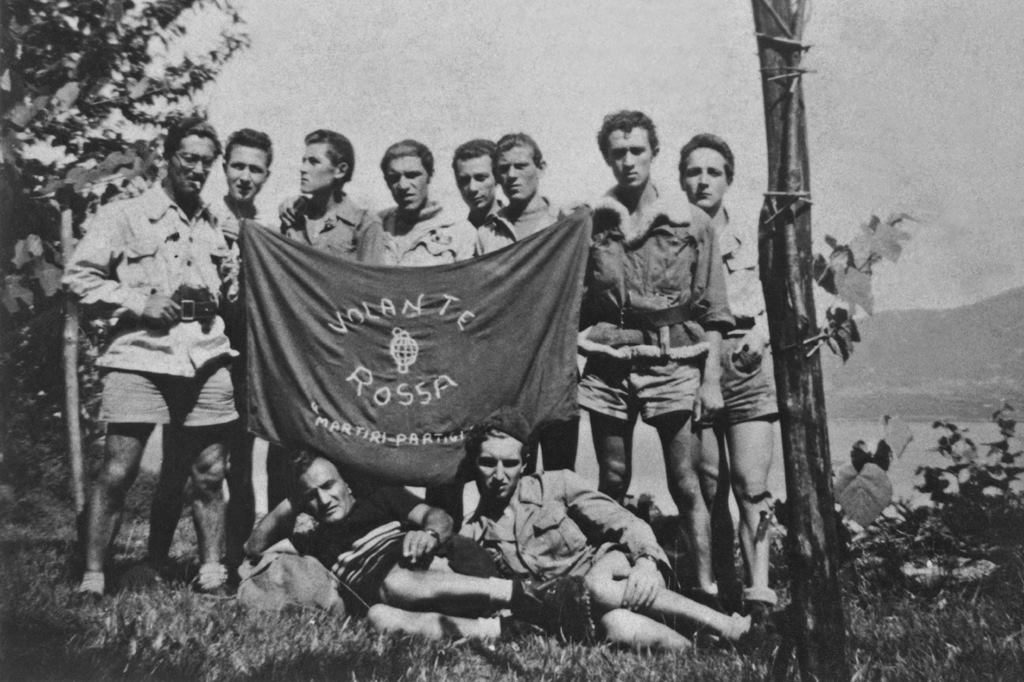
Gruppo di partigiani della Volante Rossa con la bandiera del gruppo con la scritta: 'Volante rossa martiri partigiani"

## Origini e attività

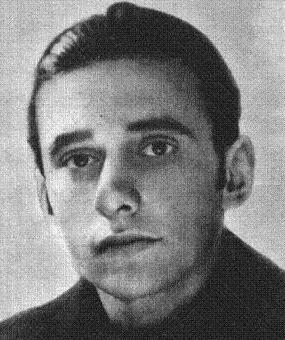
Giulio Paggio ("tenente Alvaro"), fondatore e comandante della "Volante Rossa".

La Volante Rossa traeva le sue origini dall'apparato organizzativo dei Gruppi di Azione Patriottica (GAP), impiegato nella resistenza fino al 25 aprile 1945 mutuando il nome da quello di un reparto di partigiani garibaldini che operava nella zona dell'Ossola. Dal momento in cui il Comando Alleato aveva imposto ai partigiani la consegna dei fascisti repubblichini presi prigionieri, gli uomini di Paggio iniziarono ad uccidere coloro che avevano già individuato come avversari politici.
Creata a Milano, l'organizzazione allargò la sua influenza, appoggiandosi a strutture locali, ed estese la sua azione in gran parte dell'Italia settentrionale e centrale. Aveva alleanze e basi in tutta la Lombardia e anche in Piemonte, nel cosiddetto "triangolo della morte emiliano" e nel Lazio. Fu attiva per quattro anni, fino al 1949. Aveva base nei locali della ex Casa del Fascio di Lambrate (Milano) in via Conte Rosso 12, trasformata dopo il 25 aprile in Casa del Popolo. Questa forniva loro una involontaria copertura e permetteva loro di incontrarsi senza farsi notare, dato il via vai di persone.

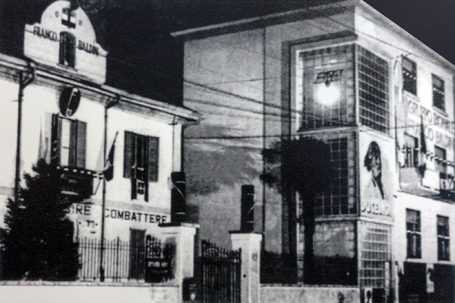
La Casa del Fascio (poi Casa del Popolo) di Lambrate vicino all'ex Municipio che divenne sede della Volante Rossa dal 1945 al 1949.

### Gli omicidi
Contro esponenti del caduto regime la Volante Rossa effettuò attentati e omicidi. Il primo fu quella delle due ausiliarie Rosa Bianchi e Liliana Sciaccaluga, rispettivamente moglie e figlia dell'ufficiale della Xª MAS Stefano Bianchi Sciaccaluga, ucciso dai partigiani il 26 aprile 1945. Alcune delle vittime, spesso sequestrate senza motivi apparenti, furono uccise a Lambrate o presso il campo sportivo Giuriati, mentre altre furono fatte sparire nei canali Martesana e Villoresi legati con una pietra; successivamente, si spargeva abilmente la voce che le vittime fossero in realtà riparate in Argentina.
Gli omicidi di ex fascisti spinse questi ultimi a ricompattarsi e a cominciare a prendere l'iniziativa e il 5 novembre 1945 i cartelloni del cinema Odeon che pubblicizzavano il film Roma città aperta furono dati alle fiamme. L'azione fu rivendicata dal Partito Democratico Fascista di Domenico Leccisi. Il 17 gennaio 1947 avvenne l'omicidio in via San Protaso, nel centro di Milano, dell'ex ausiliaria della Xª Flottiglia MAS Brunilde Tanzi, anch'essa iscritta al Partito Democratico Fascista: pochi mesi prima era riuscita a sostituire un disco durante le trasmissioni pubblicitarie, ottenendo l'effetto di far riecheggiare l'inno fascista Giovinezza su tutta la piazza del Duomo.
Non si scoprirono mai gli autori materiali dell'omicidio della giovane ausiliaria, ma le modalità erano le stesse della Volante Rossa. Sempre lo stesso giorno fu uccisa un'altra ex ausiliaria, Eva Maciachini, che militava nelle Squadre d'Azione Mussolini e il cui corpo fu rinvenuto nei pressi di Lambrate. L'omicidio forse più eclatante fu quello del giornalista Franco De Agazio il 14 marzo 1947, azione che la Volante Rossa rivendicò pubblicamente.
In particolare, De Agazio era considerato colpevole di aver militato nella RSI e dal giornale di cui era direttore, il Meridiano d'Italia, di aver condotto indagini sul cosiddetto oro di Dongo, che mettevano in dubbio la versione ufficiale. Il 6 luglio 1947 fu scagliata una bomba a mano nell'abitazione del fascista Fulvio Mazzetti, ma, a causa di un intoppo, il volantista Mario Gandini detto "Mila" fu investito dalle schegge dell'esplosione e, ferito, fu catturato dalla polizia.
Il 29 ottobre 1947 fu compiuto un attentato contro la sede del MSI di via Santa Radegonda e il seguente 4 novembre i membri della Volante Rossa fecero irruzione nell'abitazione del generale Ferruccio Gatti, ex luogotenente generale della Milizia Volontaria per la Sicurezza Nazionale, decorato al valore militare, e indicato da L'Unità come uno dei capi dei rinascenti movimenti fascisti. Gli ex partigiani aprirono il fuoco sul generale, uccidendolo e ferendo gravemente anche il figlio Riccardo, che tentò di fare da scudo al padre.
Il 27 gennaio 1949 fu ucciso Felice Ghisalberti, che, ex milite della Legione Muti, aveva partecipato a vari rastrellamenti ed era accusato dalla Volante Rossa di aver ucciso Eugenio Curiel. In realtà, Ghisalberti per questo fatto era già stato sottoposto a processo e prosciolto il 4 giugno 1947. In seguito, un partigiano della Volante Rossa che aveva trovato lavoro presso l'officina del padre cercò di giustificare l'omicidio, sostenendo che Ghisalberti si fosse vantato in pubblico di aver ucciso dei partigiani. Nello stesso giorno fu assassinato anche Leonardo Masazza, che era impiegato presso la Siemens. Il 10 febbraio 1949 il questore Vincenzo Agnesina organizzò a Lambrate una maxi retata che portò al fermo di ventisette volantisti.

### I rapporti con il Partito Comunista
A partire dall'ottobre 1947 iniziarono i contatti ufficiali con il Partito Comunista Italiano e iniziò anche a svolgere apertamente funzioni di sostegno nelle attività del partito e del sindacato, in particolare durante gli scioperi e le manifestazioni operaie, nelle quali svolse il ruolo di servizio d'ordine e protezione dalle forze dell'ordine. La Volante Rossa prese anche parte agli scontri del 28 novembre 1947 quando il Partito Comunista irruppe nella prefettura di Milano per contestare la sostituzione del prefetto Ettore Troilo.
Nel corso delle elezioni politiche del 1948 la Volante Rossa si occupò del servizio d'ordine dei candidati comunisti ma quando Palmiro Togliatti giunse a Milano per la campagna elettorale secondo alcune fonti si rifiutò di farsi avvicinare. Togliatti respinse anche la visita degli autori, latitanti, della mattanza di ex-militanti della Repubblica di Salò, detenuti nel carcere di Schio, che si erano presentati al Ministero della Giustizia per incontrarlo. La sconfitta elettorale segnò l'inizio della crisi della Volante Rossa che fu progressivamente scaricata dal partito il quale in seguito dichiarò di essere stato all'oscuro delle attività criminali del gruppo. Ciononostante gli omicidi della Volante Rossa continuarono per ancora circa un anno e alcuni membri dell'organizzazione furono incriminati per il duplice omicidio di Rosa Bianchi Sciaccaluga e della figlia Liliana ma senza arrivare ad una sentenza definitiva.

## Il processo alla Volante Rossa

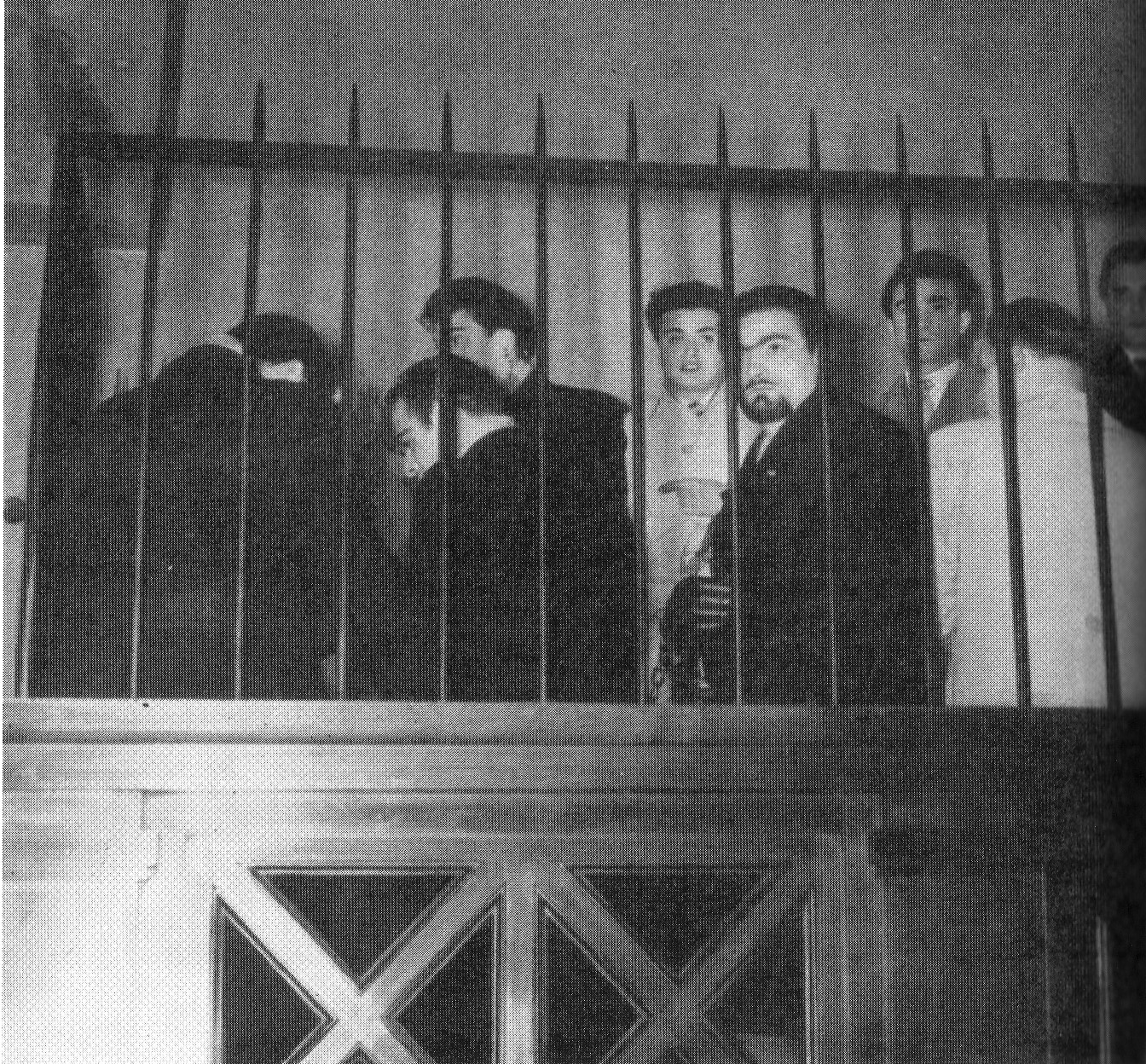
Novembre 1953, membri della Volante Rossa alla Corte di Assise e di Appello di Venezia

Nel 1949, dopo che ventisette membri della Volante Rossa furono tratti in arresto, l'attività dell'organizzazione cessò. Il PCI rinnegò l'organizzazione: i vertici furono aiutati a fuggire in paesi al di là della "Cortina di ferro", mentre diversi appartenenti furono abbandonati al proprio destino. Il processo si svolse nel 1951 presso il tribunale di Verona. Gli imputati furono 32, di cui 27 in detenzione e 5 latitanti. Le condanne furono 23, di cui 4 all'ergastolo.
Eligio Trincheri, condannato all'ergastolo, rimase in carcere fino al 1971, quando fu graziato dal presidente della Repubblica Giuseppe Saragat. I tre elementi di punta dell'organizzazione - Giulio Paggio, Paolo Finardi e Natale Buratto, condannati all'ergastolo - furono aiutati a fuggire in Cecoslovacchia e vennero tutti e tre graziati dal presidente della Repubblica Sandro Pertini nel 1978.
Il 21 novembre 1953, presso la Corte di Assise e di Appello di Venezia presieduta dal giudice Guido Pisani, venne emessa la sentenza di II grado del processo «Volante Rossa». Dopo sei giorni di dibattimento, i componenti del gruppo Volante Rossa vennero condannati per i seguenti reati:
- associazione a delinquere;
- detenzione di armi;
- 16 giugno 1947: assalto al bar di via Pacini in Milano;
- 29 ottobre 1947: invasione e danneggiamenti della sede del giornale Il Meridiano d'Italia;
- 4 novembre 1947: omicidio di Ferruccio Gatti, responsabile milanese del Movimento sociale italiano e tentato omicidio di sua moglie Margherita Bellingeri;
- 12 dicembre 1947: sequestro di persona (Italo Tofanello);
- 15 luglio 1948: occupazione dell'azienda industriale «Bezzi»;
- 27 gennaio 1949: omicidio di Felice Ghisalberti;
- 27 gennaio 1949: omicidio di Leonardo Massaza.

## Omicidi presunti o non del tutto accertati della «Volante Rossa»
- 1945: omicidio di Rosa e di Liliana Sciaccaluga (ex Ausiliarie della SAF)[20];
- 17 gennaio 1947: omicidi di Brunilde Tanzi (ex Ausiliaria della Decima MAS) ed Eva Macciachini (anche lei ex Ausiliaria e vicina alle SAM)[21];
- 14 marzo 1947: omicidio di Franco De Agazio (giornalista e collaboratore de La Stampa nel periodo della RSI)[21].

## Appartenenti alla Volante Rossa
Elenco di alcuni componenti dell'organizzazione comunista, tra le parentesi il nome di battaglia, la professione e l'anno di nascita:
- Otello Alterchi (Otelin), elettricista, classe 1928;
- Felice Arnè (Mario), operaio, classe 1930;
- Giordano Biadigo (Tom), operaio, classe 1929;
- Bruno Bonasio, elettricista, classe 1926;
- Primo Borghini, custode della Casa del Popolo di Lambrate, classe 1920;
- Mario Bosetti, classe 1926;
- Natale Burato (Lino), meccanico, classe 1928;
- Luigi Canepari (Pipa), meccanico, classe 1925;
- Camillo Cassis (Cassis), idraulico, classe 1925;
- Ennio Cattaneo, elettricista, classe 1930;
- Domenico Cavuoto (Menguc), barista, classe 1930;
- Giulio Cimpellin (Ciro), meccanico, classe 1920;
- Ferdinando Clerici (Balilla), operaio, classe 1928;
- Luigi Comini (Luisott), fotografo, classe 1925;
- Walter Fasoli (Walter), disoccupato, classe 1917;
- Paolo Finardi (Pastecca), classe 1928;
- Mario Gandini (Milà);
- Pietro Jani (Jani), idraulico, classe 1926;
- Giacomo Lotteri (Loteri), meccanico, classe 1920;
- Luigi Lo Salvio;
- Angelo Maria Magni, elettricista, classe 1926;
- Sante Marchesi (Santino), radiotecnico, classe 1926;
- Antonio Minafra (Missaglia), classe 1919;
- Mario Mondani, meccanico, classe 1927;
- Giuseppe Morandotti (Morandoti), classe 1927;
- Angelo Ostelli (Stuccafiss);
- Mauro Ostelli (Maurino); ex latitante in Cecoslovacchia;
- Giulio Paggio (Alvaro), classe 1925;
- Ettore Patrioli (Iaia), meccanico, classe 1926;
- Carlo Reina, conciatore, classe 1926;
- Emilio Tosato (Lietù), elettricista, classe 1929;
- Ferruccio Tosi (Cazzo), elettricista, classe 1929;
- Eligio Trincheri (Marco), cronista, classe 1925;
- Angelo Vecchio (Tarzan), operaio, classe 1925;
- Dante Vecchio (Tino), meccanico, classe 1917;
- Walter Veneri (Walter), classe 1927;
- Italo Zonato (Italo), meccanico, classe 1925.

## La Volante Rossa e la sinistra extraparlamentare
Nell'aprile 2007 il centro sociale Panetteria Occupata nato nel 1991 che si trova a circa cento metri dall'ex Casa del Popolo (demolita negli anni '50) ha fatto mettere una targa in ricordo della Volante Rossa al civico 20, la targa ha ricevuto forti critiche dal centrodestra ma anche dal comune di Milano e non ha appoggiato l'iniziativa neanche la sezione ANPI locale. La targa è stata distrutta da ignoti a martellate il 20 dicembre 2018, ma è stata ripristinata il 15 febbraio 2019.
Nel 2011 un murale è stato disegnato a Lambrate in onore della Volante Rossa e di Paggio, l'opposizione di centrodestra nel Consiglio Comunale di Milano poco dopo ha fatto un'interrogazione al sindaco Giuliano Pisapia.
Nel 2013 è stato fatto un documentario indipendente sulla Volante Rossa dal titolo Facevamo quello che dovevamo dove viene intervistato il membro Paolo Finardi.